# راهنمای مستند تخت جمشید
راهنمای مستند تخت جمشید نام کتابی است از  علیرضا شاپور شهبازی که در ۲۶۳ صفحه و از سوی نشر بنیاد پژوهشی پارسه-پاسارگاد چاپ شده‌است. همانگونه که از نام کتاب هویدا است، این کتاب درباره کاخ بزرگ تخت جمشید و بخشهای آن چاپ گردیده‌است. در کتاب نگاره‌های گوناگونی از سنگ نبشته‌ها، نقوش و سنگ نگاره‌ها آمده است. 
پیش از کتاب راهنمای مستند تخت جمشید کتاب شرح مصور تخت جمشید در سال ۱۳۵۶ خورشیدی به فارسی نوشته علیرضا شاپور شهبازی چاپ گردیده بود.
در این کتاب نوشته های سنگ نبشته‌های به زبان فارسی باستانی، بابلی و ایلامی در تخت جمشید به فارسی ترجمه شده‌است. این کتاب سه نسخهٔ دیگر به زبان‌های انگلیسی، آلمانی و فرانسوی هم دارد.

## فهرست مطالب

### پیشینه تاریخی
- معماران پارسه
- تخت جمشید و نامهای دیگر پارسه
- شهر پارسه و مقام آن در تاریخ هخامنشی
- ساختن ارگ پارسه
- استحکامات پارسه
- ورودی اولی و کتیبه‌های پی بنای داریوش

### شرح جامع آثار و بناها
- پلکانهای ورودی
- در فرعی
- دروازه همه ملل
  - تخت سنگ حوض مانند

- حیاط آپادانا
- کاخ بار آپادانا
  - ایوان غربی
  - ایوان شمالی
    - نقوش پلکان ایوان شمالی
    - سربازان و نژادگان بر پلکان شمالی
    - مهتابی جلوی پلکان
    - هدیه آوران بر پلکان شمالی

  - برجهای چهارگانه آپادانا
  - تالار مرکزی آپادانا
  - محوطه جنوبی آپادانا
  - ایوان شرقی آپادانا
    - پلکان جلویی
    - نقشهای مستطیل مرکزی
    - نقش اصلی مرکز پلکانهای آپادانا (بارعام شاهی)
    - مثلثهای منقوش مهتابی جلویی: ردیف‌های سرو، نخل و شیر گاوشکن
    - پلکان‌های مهتابی عقبی
    - جبهه شمالی
      - نگهبانان شاهی
      - میرآخور و خدمه
      - بزرگان ایرانشهر
      - سنگ نوشته‌ها و نقش شیر گاوشکن

  - جبهه جنوبی: سان هدیه آوران
  - سنگ نوشته خشایارشا (ب)
- کاخ اختصاصی داریوش معروف به تچر
- کاخ ه (کاخ H)
- کاخ اختصاصی خشایارشا (کاخ هدیش)
- کاخ ج (کاخ G)
- حرمسرا یا اندورن
- کاخ سه دری یا کاخ مرکزی
  - پلکان شمالی
  - ایوان شمالی
  - تالار مرکزی
  - ایوان جنوبی و حیاط خلوت
- خزانه تخت جمشید
  - الواح گلین عیلامی
  - سوختن و ویرانی تخت جمشید به دست اسکندر
- کاخ صد ستون یا تالار تخت
  - درگاه‌های شمالی
  - درگاه‌های کوچکتر
  - درگاه‌های جنوبی
- آثار دیگر
- چاه سنگی
- آرامگاه‌های شاهی
- دروازه نیمه تمام و خزانه نوشته‌ها (دیوانسرا)
  - استحکامات و کتیبه دیوان

### ضمیمه‌ها
- - حجاری‌ها و ساختمان‌ها
  - مقیاس‌ها و اعداد در تخت جمشید
  - تعمیر و بازبرپاسازی ستونی در دروازه ملل
  - توضیحات
  - گزیده کتاب‌شناسی تخت جمشید
  - منابع تصاویر و اشکال